# سلسله (قروه)
سلسله، روستایی از توابع بخش بلبان آباد شهرستان دهگلان در استان کردستان ایران است.

## جمعیت
این روستا قبلا یکی از روستاهای دهستان پنجعلی جنوبی شهرستان قروه بود که باارتقا بخش ییلاق به شهرستان دهگلان بە همراە ده روستای دیگر از قروه منتزع وبهدهستان ئیلاق جنوبی بخش بلبان‌آباد  شهرستان دهگلان الحاق گردید. و براساس سرشماری مرکز آمار ایران در سال ۱۳۸۵، جمعیت آن ۵۳۹ نفر (۱۲۸خانوار) بوده‌است.
زبان مردم روستا کردی میباشد.